# Kurt Rosenwinkel

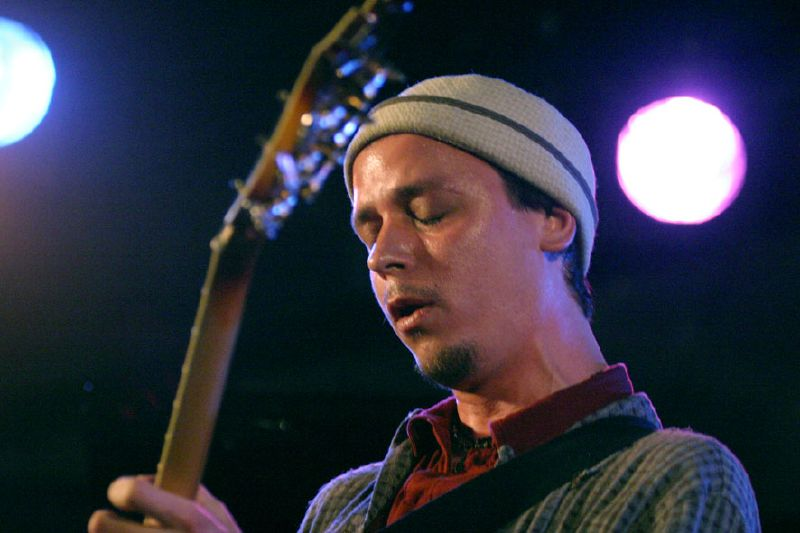
Kurt Rosenwinkel

Kurt Peter Rosenwinkel (* 28. Oktober 1970 in Philadelphia, Pennsylvania) ist ein US-amerikanischer Jazzmusiker (Gitarre, auch Piano, Bass, Gesang). Er lebt seit 2004 in Berlin.

## Leben und Wirken
Rosenwinkel, der in einer musikalischen Familie aufwuchs, erhielt ab dem Alter von neun Jahren Klavierunterricht. Im Alter von zwölf Jahren wechselte er zur Jazzgitarre; auf der Philadelphia High School for the Creative and Performing Arts gehörten Christian McBride, Joey DeFrancesco und Questlove zu seinen Klassenkameraden. Nach einem Studium an der Berklee School of Music war er 1992 mit Gary Burton auf Tour.
Anschließend zog er nach New York City, wo er mit Paul Motians Electric Bebop Band (ab 1992), Joe Henderson, der Brian Blade Fellowship, Tim Hagans, Seamus Blake, Perico Sambeat oder Jochen Rückert spielte. In seiner eigenen Gruppe spielen Musiker wie Mark Turner, Brad Mehldau oder Joshua Redman. 2013 spielte er ein Solokonzert auf dem Montreux Jazz Festival; auch trat er mit Eric Clapton und mit der hr-Bigband auf. Eine mehrjährige Zusammenarbeit verbindet ihn mit dem portugiesischen Orquestra Jazz de Matosinhos (OJM).
Am 4. Juni 2019 holte Eric Clapton Rosenwinkel als Gast auf die Bühne der Mercedes-Benz-Arena in Berlin, um mit ihm gemeinsam die Songs Cocaine und  Before You Accuse Me zu interpretieren. Zu hören ist er u. a. auch auf Joe Farnsworths In What Direction Are You Headed? (2023).
Seit März 2004 unterrichtete Rosenwinkel an der Jazzabteilung der Hochschule Luzern, Departement Musik; vom Wintersemester 2007/08 bis 2016 war er als Professor für Gitarre und Ensembleleitung am Jazz-Institut Berlin tätig.

## Diskographische Hinweise

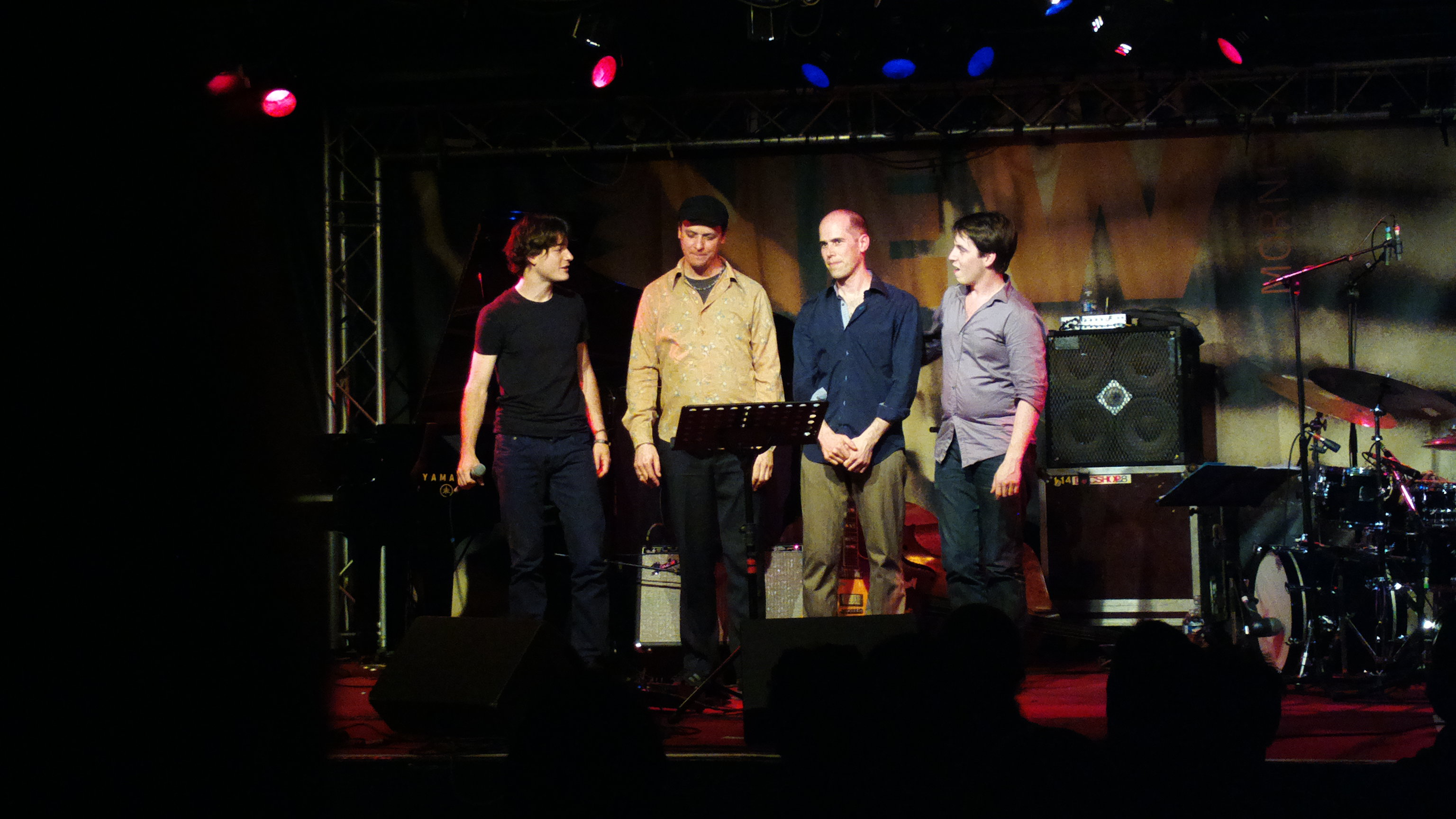
Kurt Rosenwinkel (2. v.l.) mit Thomas Enhco (links), Chris Jennings und Nicolas Charlier 2013 bei einem Konzert im New Morning, Paris

- 1996: Kurt Rosenwinkel Trio East Coast Love Affair – (Fresh Sound New Talent) (Live aus dem Small’s)
- 1998: Kurt Rosenwinkel Quartet Intuit – (Criss Cross)
- 1999: The Enemies of Energy – (Verve Records)
- 2000: The Next Step – (Verve Records)
- 2002: Jakob Dinesen / Kurt Rosenwinkel Everything Will Be All Right – (Verve Records)
- 2003: Heartcore – (Verve Records)
- 2005: Deep Song – (Verve Records)
- 2008: The Remedy: Live at the Village Vanguard – (ArtistShare)
- 2009: Reflections
- 2010: Kurt Rosenwinkel and OJM – Our Secret World (Word of Mouth)
- 2012: Star of Jupiter (Word of Mouth)
- 2017: Caipi (Heartcore Records)
- 2020: Angels Around
- 2022: Kurt Rosenwinkel & Jean-Paul Brodbeck: The Chopin Project (Heartcore Records, mit Lukas Traxel, Jorge Rossy)[7]
- 2023: Undercover: Live at the Village Vanguard (Heartcore Records)
- 2023: Geri Allen & Kurt Rosenwinkel: A Lovesome Thing
- 2024: The Next Step Band: Live at Smalls 1996